# Haley Reinhart
Haley Elizabeth Reinhart (Wheeling, 9 de setembro de 1990) é uma cantora, compositora e dubladora estadunidense. Ela ficou conhecida após ter sido uma das finalistas na décima temporada do programa American Idol, quando terminou em terceiro lugar.
Em 2012, um ano após sua participação no talent show, ela lançou seu álbum de estreia intitulado Listen Up!, assinado pela gravadora Interscope Records. O disco alcançou a décima sétima posição na Billboard 200 e gerou o single "Free" e uma parceria com o rapper B.o.B na faixa "Oh My!". Nesse período, a cantora se apresentou em diversos programas de televisão e rádio a fim de divulgar a obra e também foi uma das atrações do festival Lollapalooza, na edição de 2012 sediada em Chicago, tornando-se a primeira ex-participante do American Idol a participar do evento.
Em 2015, a cantora voltou aos holofotes após regravar a canção "Can't Help Falling in Love", de Elvis Presley, como single promocional, e atingir mais de 500 mil cópias vendidas, o que lhe garantiu o certificado de ouro da RIAA, a Associação da Indústria de Gravação dos Estados Unidos, e posteriormente o certificado de platina. Nos dois anos seguintes, lançou mais dois álbuns de estúdio: Better, em 2016, e What's That Sound?, em 2017. Seu segundo disco foi lançado de maneira independente, com distribuição da agência ole, e gerou o single homônimo "Better". O terceiro trabalho completo foi lançado sob o selo da Concord Records e consiste em um álbum de regravações, contendo onze covers de canções dos anos 1960 e três faixas originais. Já sua quarta obra, chamada Lo-Fi Soul e co-produzida por Reinhart, foi liberada em 2019.
Além de sua carreira solo, Reinhart também é conhecida por conta de suas colaborações com a banda Postmodern Jukebox, de Scott Bradlee, que faz covers de músicas populares em versões vintage, e pela participação como dubladora na série de animação F Is for Family, da Netflix. Com a Postmodern Jukebox, a cantora soma mais de 150 milhões de visualizações no YouTube em oito colaborações gravadas entre 2015 e 2016. Já no seriado da Netflix, Reinhart dublou o personagem Bill Murphy, um garoto de onze anos, por cinco temporadas.

## Infância e juventude
Descendente de alemães, italianos e irlandeses, Haley nasceu em Wheeling, uma aldeia no subúrbio de Chicago. Filha de Patti Miller-Reinhart e Harry Reinhart, ambos músicos, ela começou a cantar aos oito anos de idade e se apresentava eventualmente com a banda de seus pais, chamada Midnight, que abrangia músicas de rock dos anos 60 e 70. Aos nove anos, cantou "Blue", de LeAnn Rimes, em um grande palco em uma convenção de tatuagem e ficou impressionada com a reação positiva da plateia.
Estudou nas escolas Mark Twain Elementary School, O.W. Holmes Middle School e Wheeling High School. No ensino médio, Haley foi introduzida ao jazz após ingressar como vocalista em grupo da escola chamado Midnight Blues. Em 2009, a banda chegou a se apresentar no Festival de Jazz de Montreux, um dos mais conhecidos festivais de música da Suíça. Após se formar, Reinhart estudou jazz no período de 2009–2010 na Harper College em Palatine, Illinois, antes de participar do American Idol.

## American Idol
O primeiro teste de Reinhart foi para a nona temporada do American Idol, em Chicago, mas ela não avançou para a rodada de Hollywood. Contudo, retornou para a décima temporada do programa em 2011, nas audições de Milwaukee, em Wisconsin, e desta vez foi aprovada pelos jurados em todas as etapas até chegar à fase ao vivo do programa. Após algumas semanas de altos e baixos, ficando quatro vezes entre os menos votados sem ser eliminada, Reinhart cresceu na competição e impressionou os jurados e o público, terminando na terceira colocação.
Ao longo do programa, ela recebeu apoio de músicos e celebridades notáveis, como a cantora Lady Gaga, os ex-participantes do American Idol Kelly Clarkson e Adam Lambert, a apresentadora e ex-jurada Ellen DeGeneres, e até o ator Tom Hanks, que declarou ter votado pela primeira vez em um candidato do American Idol quando Reinhart cantou no Top 3. Robert Plant e Jimmy Page, da banda Led Zeppelin, inclusive entraram em contato com os produtores do programa para oferecer a Haley uma de suas canções, "What Is and What Should Never Be".

### Performances e resultados
| Semana                       | Tema                                     | Canção                                     | Artista original   | Ordem | Resultado |
| ---------------------------- | ---------------------------------------- | ------------------------------------------ | ------------------ | ----- | --------- |
| Audição                      | Escolha do auditor                       | "Oh! Darling"                              | The Beatles        | N/A   | Avançou   |
| Rodada de Hollywood, Parte 1 | Primeiro solo                            | "Breathless"                               | Corinne Bailey Rae | N/A   | Avançou   |
| Rodada de Hollywood, Parte 2 | Performance em grupo                     | "Carry On Wayward Son"                     | Kansas             | N/A   | Avançou   |
| Rodada de Hollywood, Parte 3 | Segundo solo                             | "God Bless the Child"                      | Billie Holiday     | N/A   | Avançou   |
| Rodada de Las Vegas          | Músicas dos Beatles Performance em grupo | "The Long and Winding Road"                | The Beatles        | N/A   | Avançou   |
| Rodada Final de Hollywood    | Solo final                               | "Baby It's You"                            | The Shirelles      | N/A   | Avançou   |
| Top 24 (12 Mulheres)         | Escolha pessoal                          | "Fallin'"                                  | Alicia Keys        | 9     | Avançou   |
| Top 13                       | Ídolo pessoal                            | "Blue"                                     | LeAnn Rimes        | 7     | Bottom 3  |
| Top 12                       | Ano em que nasceu                        | "I'm Your Baby Tonight"                    | Whitney Houston    | 5     | Bottom 3  |
| Top 11                       | Motown                                   | "You've Really Got a Hold on Me"           | The Miracles       | 6     | Salva     |
| Top 11 Redux                 | Elton John                               | "Bennie and the Jets"                      | Elton John         | 11    | Salva     |
| Top 9                        | Calçada da Fama do Rock & Roll           | "Piece of My Heart"                        | Janis Joplin       | 2     | Salva     |
| Top 8                        | Músicas de filmes                        | "Call Me" (Gigolô Americano)               | Blondie            | 6     | Bottom 3  |
| Top 7                        | Músicas do século XXI                    | "Rolling in the Deep"                      | Adele              | 3     | Bottom 3  |
| Top 6                        | Carole King – Dueto e solo               | "I Feel the Earth Move" (com Casey Abrams) | Carole King        | 3     | Salva     |
| Top 6                        | Carole King – Dueto e solo               | "Beautiful"                                | Carole King        | 8     | Salva     |
| Top 5                        | Músicas de agora e Antes                 | "Yoü and I"                                | Lady Gaga          | 5     | Salva     |
| Top 5                        | Músicas de agora e Antes                 | "House of the Rising Sun"                  | The Animals        | 10    | Salva     |
| Top 4                        | Músicas que inspiram                     | "Earth Song"                               | Michael Jackson    | 2     | Salva     |
| Top 4                        | Músicas de Leiber e Stoller              | "I (Who Have Nothing)"                     | Shirley Bassey     | 5     | Salva     |
| Top 3                        | Escolha do participante                  | "What Is and What Should Never Be"         | Led Zeppelin       | 3     | Eliminada |
| Top 3                        | Escolha de Jimmy Iovine                  | "Rhiannon"                                 | Fleetwood Mac      | 6     | Eliminada |
| Top 3                        | Escolha dos jurados                      | "You Oughta Know"                          | Alanis Morissette  | 9     | Eliminada |

## Carreira

### 2011–2013:Listen Up!e Lollapalooza

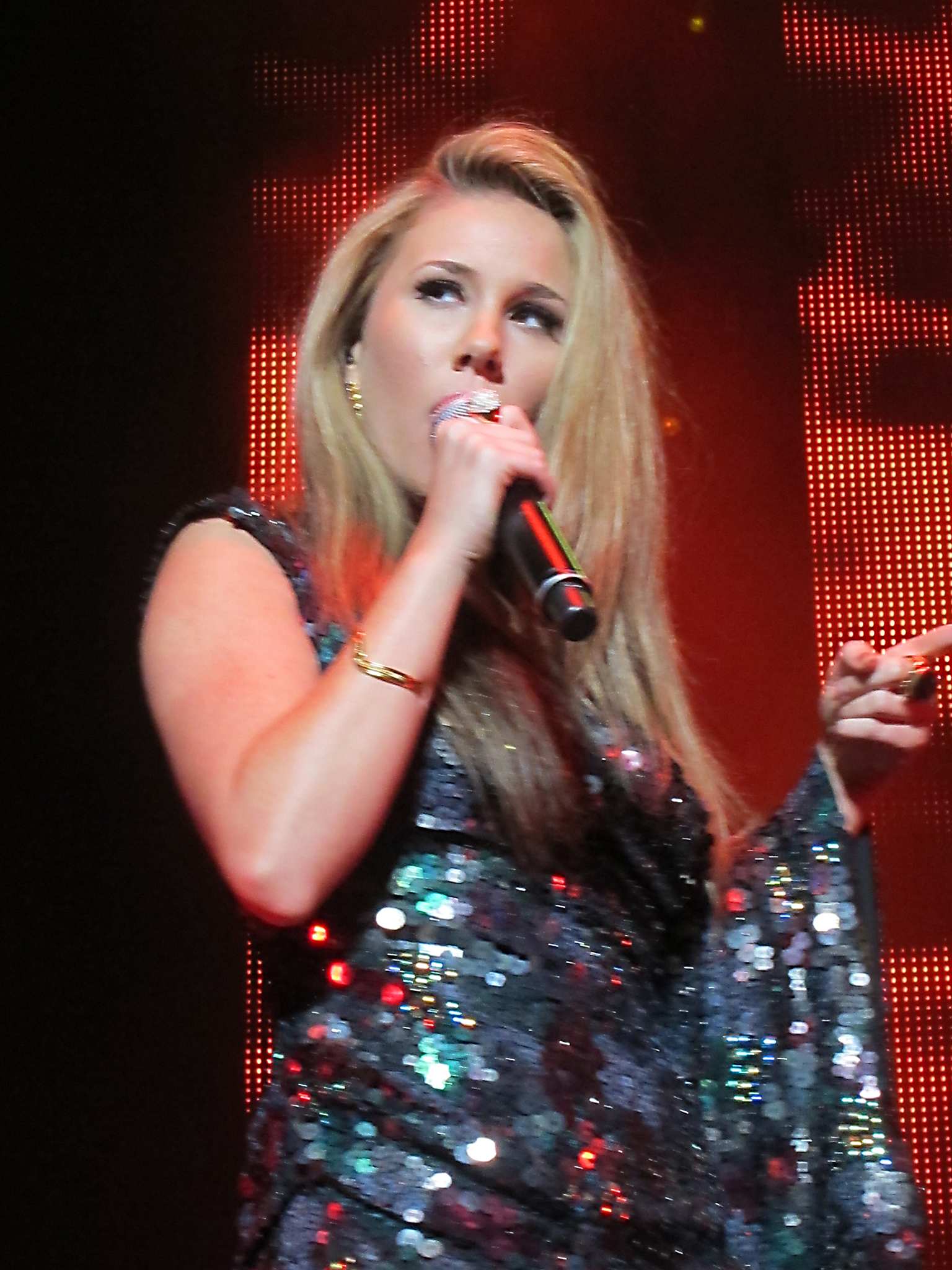
Reinhart em julho de 2011, durante a American Idols LIVE! Tour.

Logo após o término da décima temporada do programa, em junho de 2011, Reinhart e os outros três participantes mais bem colocados lançaram EPs (exclusivos para o Walmart) com cinco faixas cantadas durante a competição. O EP de Haley incluiu versões de "The House of the Rising Sun" e "Bennie and the Jets", dentre outras. Ao lado do Top 11 do programa, ela participou de uma turnê pelos Estados Unidos, a American Idols LIVE! Tour 2011. Em julho, assinou contrato com a Interscope Records, gravadora de Jimmy Iovine, um dos produtores do talent show. No mês seguinte, foi listada pelo períodico The Huffington Post como um dos quinze artistas jovens em crescimento da época, ao lado de nomes como Ellie Goulding, Kreayshawn e Cher Lloyd. No final do ano, ela gravou uma versão da canção natalina "Baby, It's Cold Outside", ao lado do também ex-participante do American Idol Casey Abrams, que ganhou um vídeo e se tornou o primeiro single de sua carreira.
Em fevereiro de 2012, Haley participou da celebração beneficente dos 70 anos do boxeador e ídolo norte-americano Muhammad Ali. Na ocasião, a cantora se apresentou com uma versão de "Wild Horses", ao lado do guitarrista britânico Slash e do cantor Myles Kennedy. No dia 11 de abril, foi anunciado que Reinhart participaria do renomado festival de música Lollapalooza, na edição de agosto de 2012, em sua cidade natal, Chicago. Foi a primeira vez que um ex-participante do American Idol fez parte do line-up do evento.
Em maio, Reinhart lançou seu primeiro álbum, intitulado Listen Up!, que gerou o single "Free", lançado previamente em março. A obra contou com a produção de David Hodges, Rob Kleiner e busbee (famoso por contribuir com artistas notáveis da música pop contemporânea, tais quais Christina Aguilera e Shakira, além de vários outros participantes do American Idol, como Adam Lambert e Kelly Clarkson), dentre outros. Como promoção do disco, ela se apresentou em diversos programas de rádio e TV, incluindo o show que a revelou, American Idol, a série adolescente 90210 e o talk-show noturno Conan, de Conan O'Brien. Em julho, a canção "Undone" fez parte do longa Ela Dança, Eu Danço 4, mas não entrou na trilha sonora oficial do filme. A cantora também fez uma participação no álbum de estreia de Casey Abrams, lançado em junho de 2012, na faixa "Hit the Road Jack". Em outubro, Reinhart e Abrams se apresentaram no Carnegie Hall, lendária casa de shows em Nova York, ao lado de grandes nomes do jazz como Irvin Mayfield, Aaron Neville e Branford Marsalis. Ao final do ano, porém, a cantora foi dispensada da Interscope Records, sem que um motivo oficial tenha sido divulgado.
Em janeiro de 2013, a música "Oh My!", com participação do rapper B.o.B, foi utilizada em um vídeo comercial do canal Fox dos Estados Unidos para promover o especial de Dia dos Namorados. No mesmo mês, a cantora se apresentou com a canção no programa Real Music Live, da NBC. Em abril, ela performou na versão indonésia do talent show The X Factor com a música "Bennie and the Jets", de Elton John. A passagem de Haley pelo país asiático teve o intuito de promover tanto seu álbum quanto o programa American Idol. Reinhart também participou de um songcamp nos estúdios da Westlake Recording para escrever e compor canções para artistas da gravadora Roc Nation, como por exemplo a cantora Rihanna. A faixa "Love Not War" chegou a vazar na internet, mas nunca foi lançada. Já a canção "Get Yourself Together", de co-autoria de Reinhart, acabou sendo gravada por Christina Grimmie para seu álbum de estreia With Love.

### 2014–2015: Financiamento coletivo e Postmodern Jukebox

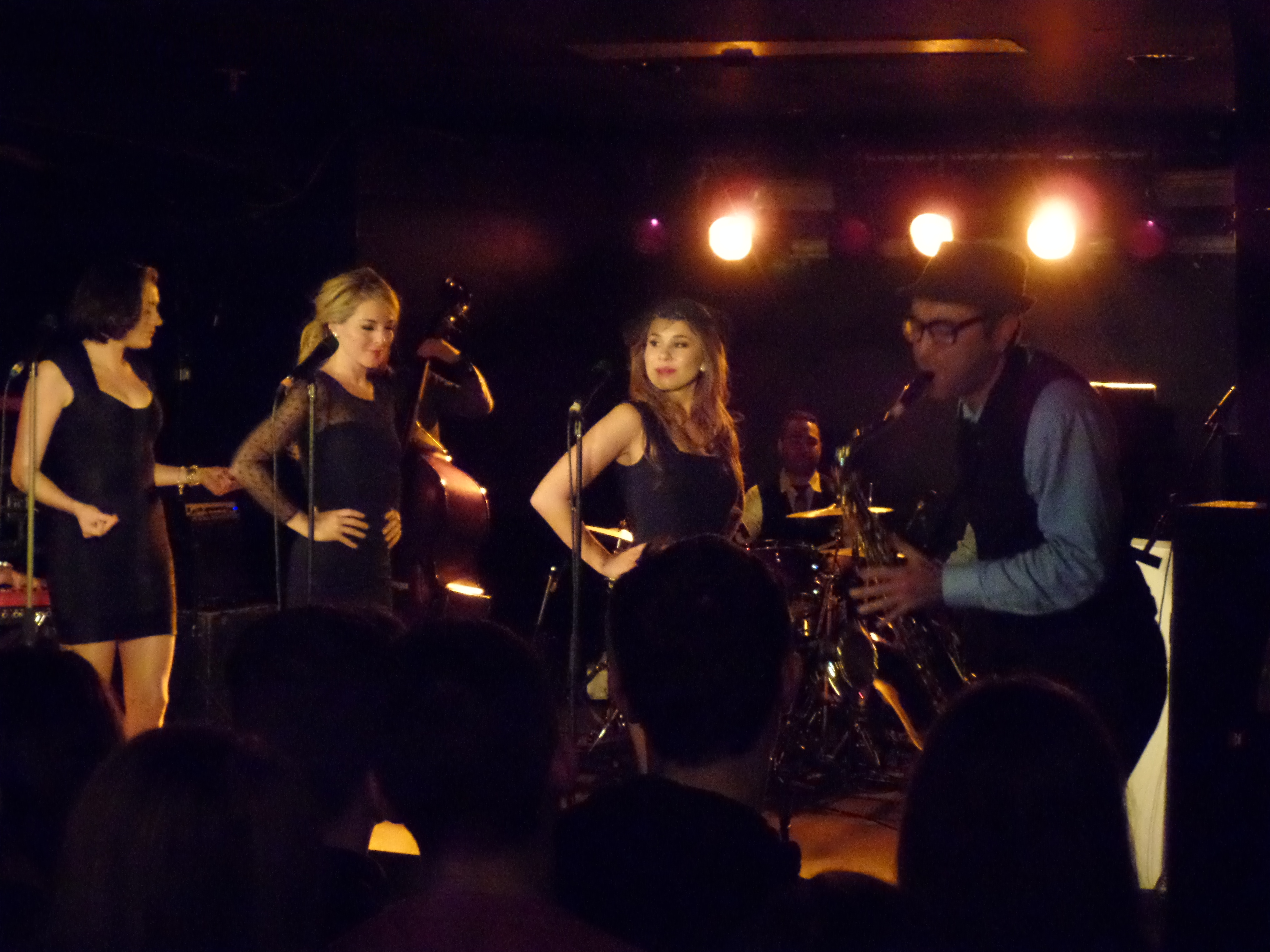
Haley Reinhart em um concerto ao lado da banda Postmodern Jukebox, em Colônia, na Alemanha.

Em fevereiro de 2014, Reinhart iniciou uma campanha de financiamento coletivo no site Indiegogo para a gravação do videoclipe de seu novo single "Show Me Your Moves". A meta de arrecadar 30 mil dólares foi batida no dia 6 de abril. Em maio, em um intervalo de dezoito horas e com uma equipe de cerca de 40 pessoas, as gravações foram feitas, com locação no Deserto de Mojave, na Califórnia. No dia 30 de julho, o clipe foi lançado, primeiramente no portal Yahoo! Music. Um dia depois, o vídeo foi publicado também no YouTube.
No início de 2014, a canção "Listen" fez parte da série documental Years of Living Dangerously, produzida por nomes como James Cameron, Jerry Weintraub e Arnold Schwarzenegger para o canal Showtime. Em outubro, foi anunciado que Haley assinara novo contrato de gerenciamento de carreira com a ole, incluindo o ganho de parte dos direitos autorais para a empresa e o apoio na gravação de um novo EP. Em dezembro, Reinhart revelou que faria parte do elenco da série animada F Is for Family, lançada na Netflix um ano depois. Ela dublou o garoto Bill Murphy. A série tem como produtores executivos nomes como Vince Vaughn e Peter Billingsley. Um mês depois, Haley fez parte da peça de stand-up comedy "Mo and Tell", de sua futura companheira de dublagem Mo Collins. Mais tarde, ela ainda se envolveria mais uma vez com o mundo do teatro ao fazer uma ponta como atração de abertura de uma comédia de Bill Burr, criador de F is For Family.
A partir de 2015, Haley começou a participar de vídeos da banda Postmodern Jukebox, que faz covers de músicas pop em versões vintage, mais voltadas para o jazz. Só nesse ano, ela contribuiu em sete vídeos e saiu em turnê com o grupo pela Europa, Estados Unidos, Austrália e Nova Zelândia. Os covers de "Habits", da cantora sueca Tove Lo, e "All About That Bass" (ao lado de Morgan James e Ariana Savalas) atingiram rapidamente mais de um milhão de visualizações no YouTube. A segunda versão, inclusive, recebeu elogios da própria Meghan Trainor, dona do hit. Já o cover de "Creep", da banda inglesa Radiohead, obteve sucesso de público e crítica, com mais de 55 milhões de visualizações no YouTube e o primeiro lugar na parada "Jazz Digital" da Billboard. Em maio, enquanto a cantora participava da turnê norte-americana da banda, foi lançado mais um vídeo: dessa vez um cover de "Lovefool", do grupo The Cardigans. Ela ainda contribuiu com versões de "Oops!...I Did It Again", "Seven Nation Army" e "Mad World" (ao lado de Puddles Pity Party).
Em outubro, Reinhart regravou a canção "Can't Help Falling in Love", de Elvis Presley, como single promocional para um comercial dos chicletes Extra. A versão se tornou viral após Ellen DeGeneres compartilhar o vídeo do anúncio em sua página no Facebook. O single vendeu mais de 200 mil cópias nos Estados Unidos e ganhou um videoclipe. Em fevereiro de 2017, a canção alcançaria o certificado ouro da RIAA, equivalente a 500 mil unidades vendidas, tornando-se o primeiro trabalho de Reinhart a receber uma certificação. Além disso, a cantora foi incluída em três premiações por conta do uso da canção na publicidade: o Women in Sync Award, o Silver Lion do Festival de Publicidade de Cannes (recebido ao lado da Wrigley Company), e o Clio Awards de melhor uso de música em curta-metragem.

### 2016–2017:Bettere turnê internacional
Paralelamente à parceria com a Postmodern Jukebox, Reinhart preparou o lançamento de seu EP e gravou suas composições nos estúdios da Westlake Recording. Em fevereiro, a cantora participou como mentora da décima quinta e, até então, última temporada do American Idol, junto a outros ex-participantes de sucesso do talent show. Como forma de promover o novo trabalho, em especial o single promocional "Can't Help Falling in Love", Haley se apresentou com a canção ao lado do candidato Adam Lasher, além de cantar "Bennie and the Jets" com Kory Wheeler, outro concorrente do programa. Um mês antes, ela fez uma aparição no vídeo de "Never Knew What Love Can Do", canção de Casey Abrams na qual também é creditada.
Ainda no início de 2016, Reinhart anunciou que Better, até então um EP, se tornaria um álbum. Apesar de contatos de gravadoras, a cantora declarou que preferiu lançar o novo trabalho de maneira independente a fim de "fazer a coisa certa". Lançado no dia 29 de abril, teve o primeiro single, também intitulado "Better", disponibilizado três semanas antes. Já o videoclipe da canção, dirigido por Casey Curry, foi lançado exclusivamente no site da Billboard em 27 de abril e publicado no YouTube um dia depois. Também fazem parte do novo trabalho canções que já haviam sido divulgadas anteriormente, como "Listen" e o sucesso "Can't Help Falling In Love". O disco alcançou a 22.ª posição no ranking de álbuns independentes da Billboard e vendeu cerca de 7,5 mil cópias nas duas primeiras semanas.
Em março, a cantora anunciou a primeira turnê solo de sua carreira, ocorrida no mês de junho em doze estados norte-americanos. Em maio, Haley divulgou também uma turnê europeia para os meses de setembro e outubro, na qual faria shows em onze países diferentes do Velho Continente. A poucos dias da data da primeira apresentação, foi anunciado que a turnê europeia fora adiada para maio e junho de 2017, com um menor número de shows por conta do conflito de datas.
Também em 2016, ela foi creditada como compositora em duas faixas do álbum Tini, da cantora argentina Martina Stoessel (também conhecida artisticamente como Tini e muito famosa no Brasil por seu papel como Violetta na série homônima da Disney). No final do ano, outra cantora internacional gravou uma canção de autoria de Reinhart: a holandesa Jennie Lena, que incluiu a faixa "Let Yourself Be Beautiful" em seu EP intitulado Acoustic Sessions. Em junho, a cantora voltou a colaborar com a Postmodern Jukebox, dessa vez no vídeo da canção "Black Hole Sun", da banda grunge Soundgarden, sua oitava participação em covers da banda de Scott Bradlee. Em outubro, Haley participou em seis datas da turnê norte-americana da banda, nas cidades de Nova Orleans, Nashville, Louisville, Detroit, Indianápolis e Chicago. Em março de 2017, a cantora apareceu nos concertos na Europa, em Londres e Paris, poucos meses antes da sua turnê solo no continente – que contou com shows em dez cidades de oito países diferentes.

### 2017:What's That Sound?
Após concluir a turnê de seu segundo álbum de estúdio, Haley lançou no dia 16 de junho de 2017 o single "Baby It's You", cover da canção gravada pelos grupos The Shirelles e The Beatles na década de 1960. A nova música de trabalho faz parte do terceiro álbum de estúdio da cantora, intitulado What's That Sound?, lançado com o selo da gravadora Concord Records no dia 22 de setembro. A nova obra, produzida por Reinhart e John Burk (presidente da gravadora), consiste em um álbum de regravações de canções dos anos 1960, em especial de 1967 a 1969, além de três faixas originais. Algumas semanas antes do lançamento do primeiro single, a artista voltou ao seu papel como o garoto Bill Murphy na série F Is for Family, cuja segunda temporada foi disponibilizada pela Netflix no dia 30 de maio.
No final de junho, Haley anunciou uma nova turnê pelos Estados Unidos para promover o novo álbum, dessa vez entre os meses de outubro e novembro. Duas semanas depois, no dia 13 de julho, mais um single de What's That Sound? foi lançado: o cover de "The Letter", originalmente da banda The Box Tops, que ganhou também um vídeo promocional mostrando os bastidores da gravação da faixa. No mês seguinte, a faixa "For What It's Worth" também foi anunciada como single e ganhou um lyric video. No dia 14 de setembro, uma semana antes do lançamento do álbum, a canção original "Let's Start" também se tornou uma música de trabalho, ganhando um videoclipe oficial. Após a primeira semana de divulgação, What's That Sound? atingiu a 67.ª posição no ranking exclusivo de vendas (sem considerar streamings) da Billboard 200.
Ainda em 2017, se espelhando no sucesso que a trilha de "Can't Help Falling in Love" alcançou com o comercial dos chicletes Extra, Haley foi convidada para interpretar a canção "(I've Had) The Time of My Life" para uma peça publicitária do Walmart. Ela também colaborou com o álbum A Beautiful World, dos artistas de jazz Kermit Ruffins e Irvin Mayfield, em canções como "Don't Worry, Be Happy" e "Beautiful World (For Imani)", além de participações não creditadas como backing vocal.

### 2018–2020:Lo-Fi Soul

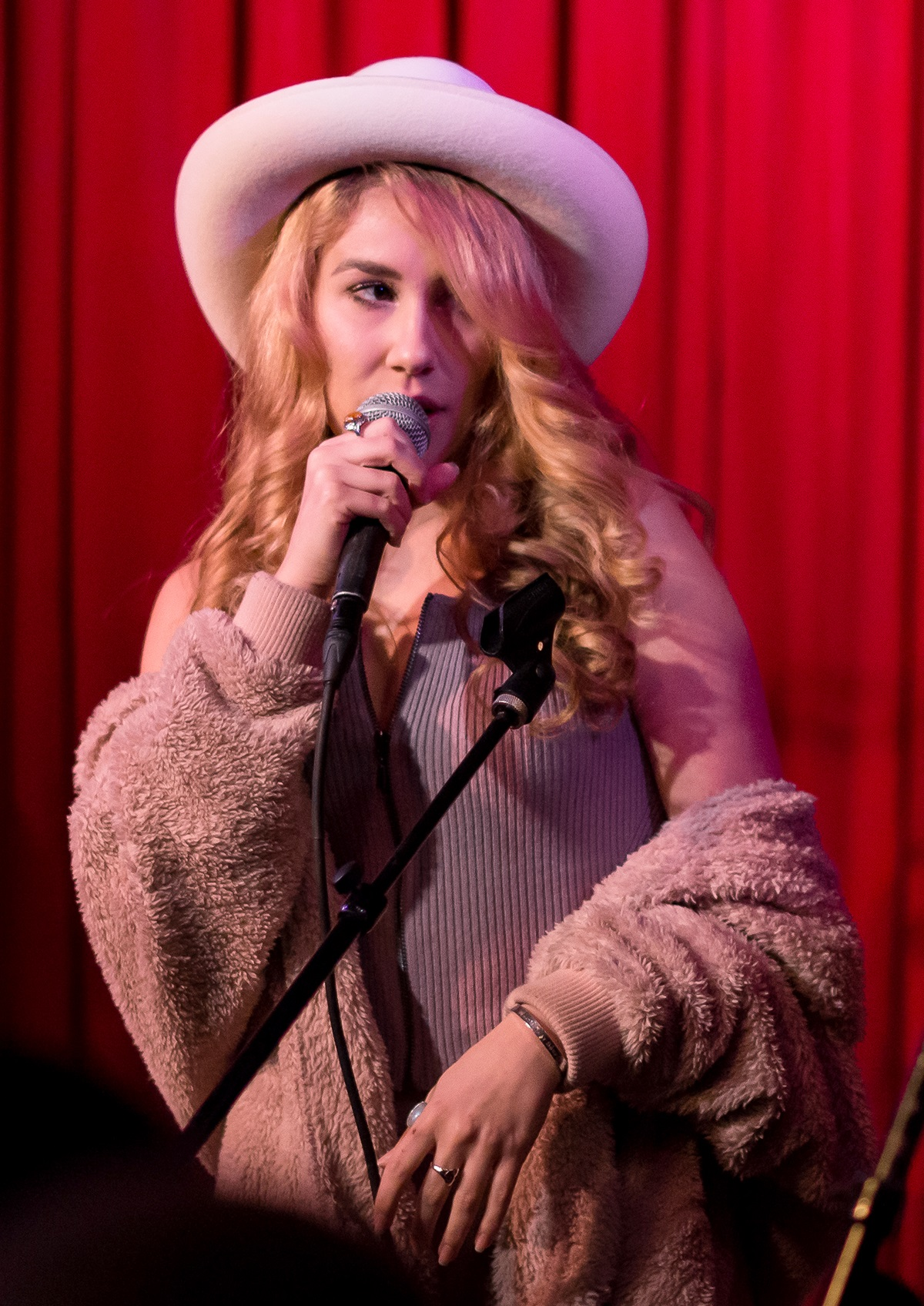
Haley se apresenta em uma casa de shows de Hollywood em 2018.

No dia 1 de junho de 2018, a cantora lançou sua nova música de trabalho "Last Kiss Goodbye", juntamente com um videoclipe. A canção tem uma levada bossa nova, diferente de tudo que a artista já fez e, segundo a cantora, poderia ser ou não o primeiro single de seu novo álbum. No mesmo mês, Reinhart gravou uma participação no mais novo trabalho do ator e cantor Jeff Goldblum, um álbum com faixas de jazz, que conta também com as presenças de nomes como Sarah Silverman e Imelda May. A canção "My Baby Just Cares for Me", gravada também com o trompetista alemão Till Brönner, foi lançada como single e ganhou um videoclipe no qual Goldblum e Reinhart se apresentam ao vivo. Em novembro, eles se apresentaram também na televisão aberta, no talk-show noturno Jimmy Kimmel Live!.
Mesmo sem nenhum trabalho completo a promover, Haley continuou sua agenda de concertos. No final de junho, ela foi atração principal do Troubadour, um clube noturno de Los Angeles e, no início de julho, fez a abertura de um show de Steven Tyler em Naperville, em seu estado natal de Illinois. No mês seguinte, participou ao lado de Casey Abrams do festival Jazz in the Pines, em Idyllwild, na Califórnia.
Em setembro, a cantora publicou a música "Don't Know How to Love You", juntamente com um videoclipe. Nesse novo trabalho, confirmado como primeiro single de seu quarto álbum de estúdio a ser lançado em 2019, a artista retoma seu lado mais voltado para o vintage e o jazz. No dia 1 de novembro, apareceu em uma canção em conjunto com a dupla holandesa Vicetone, chamada "Something Strange", cujos temas são as brigas e discussões que podem decorrer em um relacionamento. Foi a primeira experiência de Reinhart em uma faixa de música eletrônica. Ainda em novembro, sua versão da canção "White Rabbit", contida no álbum What's That Sound?, foi incluída na trilha sonora da telenovela brasileira O Sétimo Guardião.
No dia 27 de março de 2019, seu quarto álbum de estúdio foi lançado: com treze canções originais, Lo-Fi Soul foi co-produzido por Haley e publicado através do selo próprio Reinhart Records, contendo os mais variados gêneros musicais, passando pelo jazz, blues e rock. Como promoção da nova obra, a faixa-título foi lançada no dia 8 de fevereiro e, um mês depois, foi a vez do single "Honey, There’s the Door", que ganhou também um videoclipe de Joshua Shultz, mesmo diretor dos vídeos de "Last Kiss Goodbye" e "Don't Know How to Love You". A cantora saiu em turnê pelos Estados Unidos, com concertos em 16 estados diferentes, durante o mês de abril, mesma época em que saiu o videoclipe de "Shook", single promocional do álbum. Em julho, "Deep Water" foi lançada como quarta música de trabalho de Lo-Fi Soul, juntamente com um vídeo. Ainda em 2019, Haley gravou um cover da canção "Dreams", dos Cranberries, veiculado em uma campanha comercial da fabricante de carros japonesa Mazda, e um EP chamado "Bulletproof" com mais três regravações. No final do ano, mais três covers foram ao ar: as canções natalinas "Santa Baby", "Have Yourself a Merry Little Christmas" e "The Christmas Song" ganharam uma versão na voz da artista.
Logo no começo de 2020, Reinhart anunciou seu primeiro single ao vivo, intitulado "Change" e gravado durante a turnê de Lo-Fi Soul em Nova York. Também em janeiro, ela anunciou novos concertos na Europa, programados inicialmente para abril e maio, mas que precisaram ser reagendados devido à pandemia de COVID-19, assim como os shows que faria nos Estados Unidos acabaram sendo cancelados. No dia 27 de março, em comemoração de um ano do lançamento de Lo-Fi Soul, a canção "Lay It Down" ganhou um videoclipe. No mês seguinte, o cover de "Piece of My Heart", famosa nas vozes de Erma Franklin e Janis Joplin, tornou-se oficialmente uma música de trabalho. Reinhart explicou que a canção "tem um pedaço de seu coração", uma vez que ouvia seus pais cantando desde pequena, além de ter performado durante sua trajetória no American Idol e também posteriormente em turnê, como por exemplo com o guitarrista Robby Krieger, do The Doors. Durante a quarentena estabelecida devido à pandemia de COVID-19, Haley fez uma live diretamente de sua casa para o Facebook e site oficial da Billboard, participou do podcast de Lance Bass e criou uma conta no Cameo, site que permite que artistas e celebridades gravem vídeos personalizados para os fãs.
No final de 2020, ela fez sua estreia no cinema ao participar do longa Pequenos Grandes Heróis, da Netflix, dirigido por Robert Rodriguez. Haley interpetrou a super-heroína Sra. Vox e também gravou uma versão de "Heroes", canção de David Bowie, para a trilha sonora do filme.

### 2021–presente:Off The Ground
Após colaborar em faixas de artistas europeus no primeiro semeste de 2021, como o cantor e instrumentista francês Thomas Dutronc e o cantor e produtor sueco Tingsek, Reinhart voltou a lançar uma canção própria no segundo semestre: "Roll the Dice" foi publicada em agosto como o primeiro single do novo EP anunciado pela cantora. No mês seguinte, Haley voltou a participar de uma canção junto com a banda Postmodern Jukebox depois de cinco anos desde sua última colaboração, em uma versão estilo anos 1960 de "Don't Speak". Em outubro, o nome do EP foi revelado: "Off The Ground", assim como a faixa homônima lançada juntamente com um curta-metragem, dirigido por Robert Rodriguez, que serviu como videoclipe do single.
Em março de 2022, Reinhart participou mais uma vez como mentora na 20.ª temporada do American Idol, orientando os candidatos que escolheram o gênero musical soul durante a Hollywood Week. No mês seguinte, ela fez nova aparição na televisão norte-americana ao se apresentar em concerto no Memorial Day, ao lado de Robby Krieger. No segundo semestre, o previamente divulgado novo EP da cantora foi finalmente lançado. Com sete faixas, Off The Ground também teve uma turnê pela Região Centro-Oeste dos Estados Unidos durante o mês de setembro. Em novembro, ela participou do curta-metragem Americana, interpretando Sue, uma cantora dona de bar. A canção "Lovesick" fez parte da trilha sonora do filme e ganhou um videoclipe.
No início de 2023, a artista performou em nova turnê pelos Estados Unidos, agora pelo Leste e Sul do país, além do Arizona. Em abril, ela recebeu o certificado platina duplo da Music Canada por sua versão de "Can't Help Falling in Love", lançada em 2015. Nos Estados Unidos, o certificado de platina duplo foi confirmado em outubro. Em agosto, lançou um cover de "Thunderclouds" ao lado de Kris Allen.

## Características musicais

### Influências
Nascida em uma família de músicos, Haley Reinhart teve seus pais Patti e Harry como guias e professores, aprendendo desde cedo a gostar de estilos clássicos como rock and roll, funk, jazz e blues. A cantora os considera como suas maiores influências na música, uma vez que eles lhe apresentaram cantores como Sarah Vaughan e Tony Bennett (com quem ela teve a oportunidade de se apresentar no American Idol) e grupos como Heart e The Beatles – esta última declaradamente uma de suas bandas favoritas. Ainda pequena, Reinhart ajudou sua mãe a aprender músicas de Billie Holiday, uma vez que tinha "bom ouvido para tons e gêneros diversos", desde cedo uma marca de seu ecleticismo. Dentre os artistas mais contemporâneos, ela aponta nomes femininos como Duffy, Corinne Bailey Rae, Janelle Monáe e Esperanza Spalding, além de Amy Winehouse, como influência e inspiração, uma vez que, segundo a cantora, tais artistas "possuem um talento nato" e são de uma linha musical da qual ela "sempre quis fazer parte".

### Estilo
Ainda no American Idol, Reinhart começou a dar mostras de seu estilo musical eclético. No talent show, ela se apresentou com canções dos mais variados artistas – de Led Zeppelin a Lady Gaga, passando por Michael Jackson, Whitney Houston e Janis Joplin, além de influências como os Beatles e Corinne Bailey Rae. No entanto, ela se destacava ao incrementar suas performances com elementos de jazz e blues, sem se afastar completamente do pop.
Em seu primeiro álbum, assinado pela Interscope Records, a cantora seguiu uma linha mais pop retrô misturado ao R&B, tendo seu estilo comparado ao de Amy Winehouse, por exemplo, porém com uma levada mais funky. Em seu segundo disco, lançado de forma independente, Reinhart começou a se distanciar do pop mainstream e se aprofundou no soul ao gravar faixas como "Check Please", "Love is Worth Fighting For" e "Can't Help Falling in Love", consagrada na voz de Elvis Presley. À época, a cantora também despontava no YouTube com as versões vintage de canções famosas com a banda Postmodern Jukebox, onde seu estilo mais uma vez se mostrava diversificado. Já em sua terceira produção, Reinhart abraçou de vez o lado retrô ao lançar um álbum completo com regravações de músicas da década de 1960. Inspirada em suas influências de juventude, ela mostrou um estilo mais clássico nos gêneros rock e pop.

### Voz
A extensão vocal de Haley Reinhart é descrita como soprano lírico com um registro de três oitavas (D3-E6). Desde os tempos de American Idol, ela chama atenção pelo tom rouco e gutural que adiciona às canções, sendo inclusive apelidada de "leoa" pelos fãs brasileiros. Sua voz se destaca também pela versatilidade, uma vez que transita do registro grave para tons mais acima, podendo utilizar tanto as técnicas de vibrato quanto belting.

## Vida pessoal

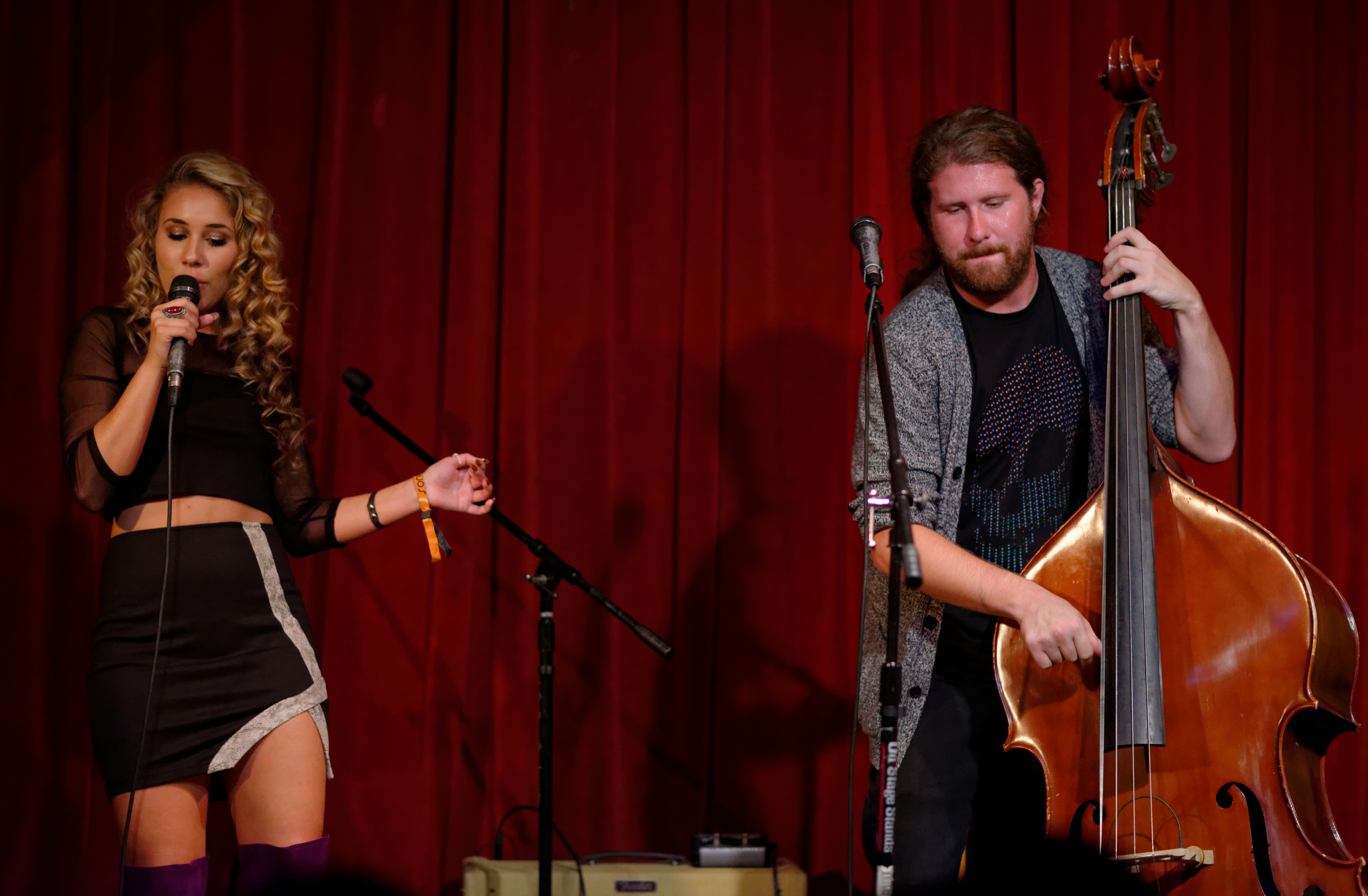
Haley Reinhart ao lado do amigo e ex-concorrente Casey Abrams no Room 5 Lounge, em Los Angeles, em junho de 2014.

Natural de Wheeling, no subúrbio de Chicago onde nasceu e cresceu ao lado dos pais e da irmã Angela, Haley Reinhart se mudou para Los Angeles, onde reside atualmente, logo após a American Idols LIVE! Tour, em 2011. Não obstante, ela ainda possui fortes laços com sua cidade natal, uma vez que, segundo a própria, ela "cresceu rodeada por uma ótima família e grandes amigos". Como mencionado anteriormente, a relação de Haley com sua família está diretamente ligada a sua carreira musical. O estreito elo entre eles se tornou evidente quando a cantora se tornou a primeira – e até então única – candidata do American Idol a se apresentar no programa ao lado do pai, na canção "What Is and What Should Never Be", quando Harry Reinhart tocou guitarra. Sua família também esteve presente no palco durante seu concerto no Lollapalooza: seu pai na guitarra, enquanto sua mãe e irmã ficaram como backing vocals.
Um de seus melhores amigos, contudo, ela conheceu durante sua participação no American Idol: o também cantor e compositor Casey Abrams, com quem ela já gravou quatro canções e fez várias apresentações ao vivo. No talent show, a dupla chegou a fazer um dueto de "I Feel the Earth Move", de Carole King, e foi muito elogiada pela sintonia e química musical. Alguns meios de imprensa chegaram a mencionar que os dois namoraram no período em que participaram do programa, mas tanto Abrams quanto Reinhart foram categóricos ao negar os rumores à época. Alguns anos depois, Casey Abrams deu a entender que os dois de fato tiveram uma relação em algum momento, mas que após isso só "namoraram musicalmente". Em 2012, os boatos apontaram que ela estaria namorando outro ex-participante do Idol, Stefano Langone. Os dois, porém, nunca confirmaram o relacionamento. Em 2015, começou a namorar o também cantor Drew Dolan, com quem ficou noiva em novembro de 2022.

## Controvérsias

### Insatisfação com os jurados
Durante sua participação no American Idol, Haley colecionou alguns momentos de insatisfação com os jurados do programa, em especial Randy Jackson e Jennifer Lopez. Mais de uma vez, ela recebeu críticas da dupla após suas apresentações, enquanto o terceiro jurado Steven Tyler costumava elogiá-la. No Top 5, após Reinhart cantar "Yoü an I", à época ainda não lançada por Lady Gaga, Lopez criticou a escolha da música e Jackson chegou a dizer que a canção "simplesmente não era boa". No Top 4, Randy Jackson não se mostrou impressionado com sua apresentação de "Earth Song", de Michael Jackson, e Reinhart não escondeu sua insatisfação, algo pouco comum por parte de candidatos em talent shows do gênero. Nas duas ocasiões, entretanto, ela voltou ao palco para cantar uma segunda canção e foi aplaudida de pé por todos os jurados, com versões de "House of the Rising Sun" e "I (Who Have Nothing)". Em tom de brincadeira, Jennifer Lopez chegou a mencionar que a candidata se apresentara melhor porque estaria com "raiva" deles.

### Prisão
Em julho de 2017, Haley Reinhart foi detida acusada do crime de lesão corporal por agredir um segurança em uma taverna em Palatine, no seu estado natal Illinois. Segundo a polícia, Haley estaria com um grupo de desordeiros, que foram convidados a se retirar do estabelecimento após supostamente virarem uma mesa, mas apenas a cantora foi presa. Sua defesa alegou que ela fora expulsa do local sem nenhum motivo aparente, enquanto um amigo seu, que também estava na festa, foi violentamente agredido pelos seguranças, chegando a sofrer uma concussão. Em um vídeo vazado, divulgado pelo site TMZ, é possível ver o amigo, Alan Chislof, sendo cercado e agredido por vários homens. Em agosto, em decisão da corte, Reinhart foi considerada inocente das acusações.

## Filantropia

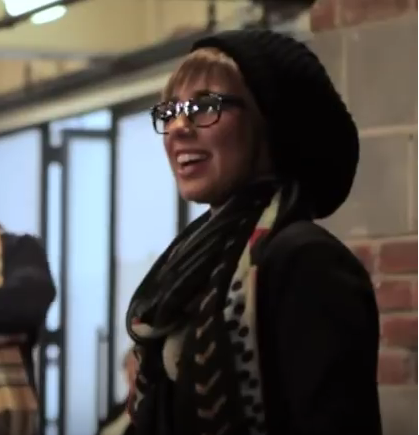
Disfarçada como artista de rua em prol de uma instituição de caridade, Reinhart se apresenta em um mercado de Nova York.

Ao longo de sua carreira, Reinhart já participou de diversas ações sociais e concertos beneficentes. Em dezembro de 2011, ao lado de outros ex-participantes do American Idol, ela se apresentou no Fourth Annual Holiday Tree Lighting, evento criado para angariar fundos para combater a fome e ajudar moradores de rua de Los Angeles, onde foi sediado. No ano seguinte, a cantora compareceu ao Do Something Awards, do canal VH1, a fim de se envolver em campanhas de caridade voltadas à luta contra violência doméstica e bullying. Da mesma forma, o evento em celebração aos 70 anos do boxeador Muhammad Ali, onde se apresentou ao lado de Slash e Myles Kennedy, foi uma atração beneficente em prol do centro médico Lou Ruvo Center for Brain Health, que faz pesquisas científicas sobre doenças do cérebro, em Cleveland, e o museu Muhammad Ali Center, que proporciona atividades culturais e educacionais em Louisville. Ela também fez parte do concerto Girls Who Rock, sediado em Nova York, em suporte ao desenvolvimento de talentos de jovens meninas em uma escala global.
Ainda em 2012, ela também contribuiu com ações em prol de outras instituições de caridade, como o Instituto Ronald McDonald e o Girl Scouts of the USA. No ano seguinte, Haley participou da série "Tip Cup", do canal CBS, cujo objetivo é arrecadar dinheiro para o projeto MusiCares da The Recording Academy, que provê resguardo financeiro, pessoal e médico para músicos em necessidade. Na ocasião, ela se disfarçou como artista de rua e cantou em um shopping center de Nova York, enquanto um copo ficava à sua frente para receber gorjetas de transeuntes. Ao final do processo, a cantora revelou sua identidade e o propósito da ação.
Em 2015, se apresentou ao lado de seu pai no evento beneficente do Chicago Auto Show, em sua cidade natal, e cantou para crianças no hospital infantil da Universidade da Califórnia em Davis, ao lado do parceiro Casey Abrams. Em 2016, junto ao grupo The Band Perry, foi uma das atrações de um concerto promovido pela rádio "The Buzz" em apoio à Associação do Câncer Infantil dos Estados Unidos. O suporte de Haley a crianças em necessidade se estendeu, uma vez que a cantora participou de outras diversas ações em prol da causa infantil, incluindo o combate ao câncer e ao abuso de menores, além da importância da saúde mental. Em 2017, foi uma das juradas do concurso Rally Idol, que contou com apresentações de seis crianças afetadas pelo câncer e cujo todos os lucros foram repassados à Rally Foundation, instituição que trabalha em busca da cura e tratamentos da doença. No mesmo ano, se envolveu também com a causa ambiental ao participar do Fourth Annual Pongo Environmental Awards, premiação voltada a ações favoráveis ao meio ambiente nos mais variados campos de atuação.

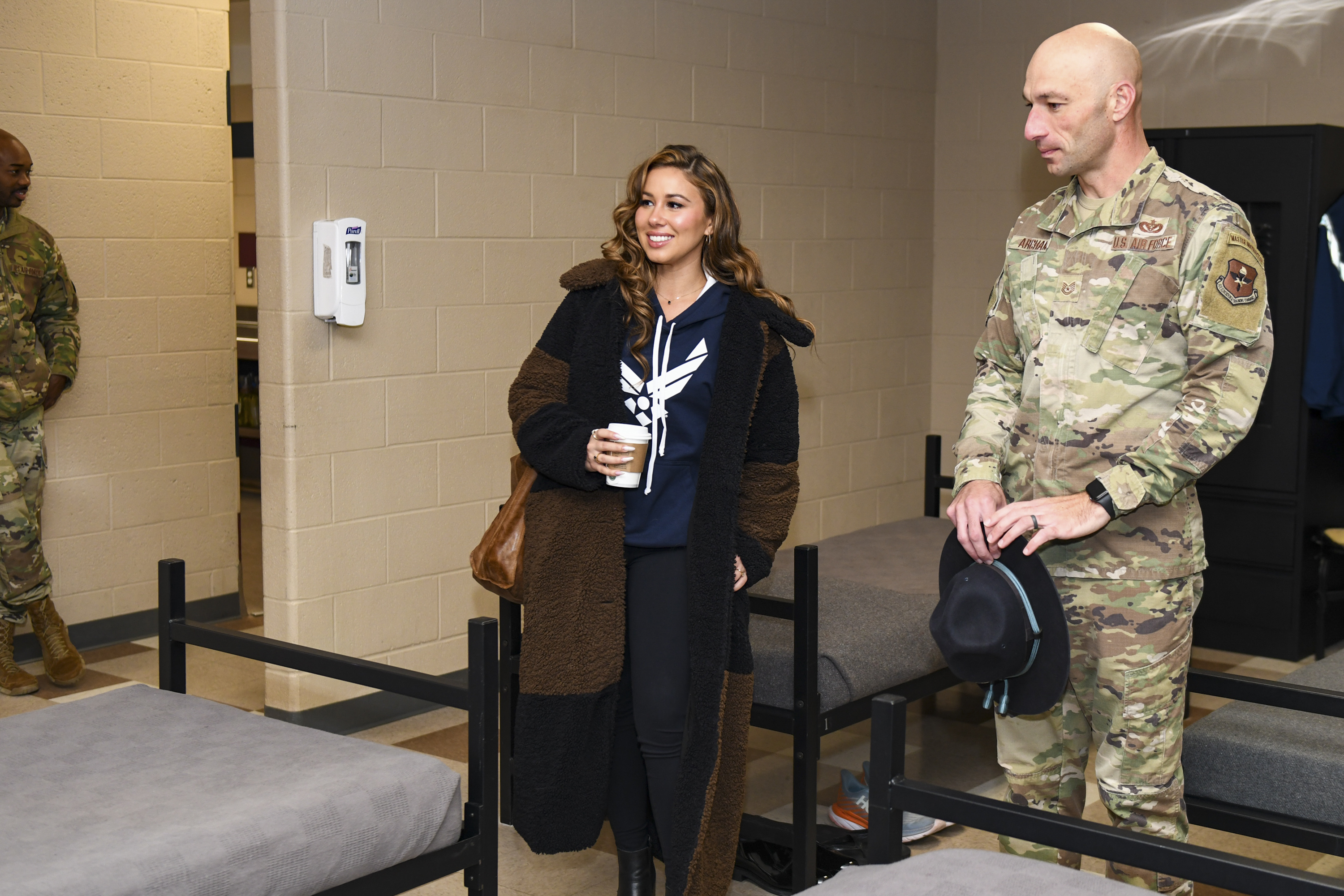
Haley Reinhart em visita à Força Aérea dos Estados Unidos, em 2022.

Em janeiro de 2018, Reinhart participou do evento de gala inaugural da instituição Janie's Fund, recém-criada pelo astro Steven Tyler para ajudar jovens mulheres dos Estados Unidos que sofreram de negligência e abusos. A festa, ocorrida simultaneamente à 60.ª cerimônia do Grammy Award, serviu também como um evento de exibição da premiação, contou com apresentações musicais e arrecadou 2,4 milhões de dólares para a fundação.
Em outubro de 2022, ela foi uma das convidadas da "Thriller Night", festa de halloween promovida anualmente por Prince Jackson, que arrecada doações para a instituição Heal Los Angeles Foundation. Em dezembro, Reinhart participou como convidada de um concerto da Força Aérea dos Estados Unidos, em San Antonio, com ingressos gratuitos ao público, com o objetivo de unir a comunidade local e fortalecer a parceria entre as entidades militares.

## Discografia
Álbuns de estúdio
- Listen Up! (2012)
- Better (2016)
- What's That Sound? (2017)
- Lo-Fi Soul (2019)

## Turnês
Como atração principal
| Ano       | Turnê                      | Ref.            |
| --------- | -------------------------- | --------------- |
| 2016–2017 | Better Tour                | [ 98 ] [ 100 ]  |
| 2017      | What's That Sound? Tour    | [ 110 ]         |
| 2019      | Lo-Fi Soul Tour            | [ 132 ]         |
| 2022–2023 | Off The Ground Tour        | [ 156 ] [ 158 ] |
| 2024      | North American Summer Tour | [ 220 ]         |

Como participante
| Ano  | Turnê                            | Ref.          |
| ---- | -------------------------------- | ------------- |
| 2011 | American Idols LIVE! Tour        | [ 45 ]        |
| 2015 | Postmodern Jukebox World Tour    | [ 70 ] [ 71 ] |
| 2016 | Postmodern Jukebox USA Tour      | [ 105 ]       |
| 2016 | Postmodern Jukebox European Tour | [ 106 ]       |

## Filmografia
Haley Reinhart sempre desejou seguir a carreira artística para além da música. Nos tempos de escola, ela chegou a participar de peças teatrais e concursos e também já se apresentou em shows de stand-up comedy. Segundo sua mãe, ela participava de apresentações de teatro desde os sete anos de idade. Sua estreia em uma série de televisão aconteceu em 2012, quando interpretou a si mesma no seriado adolescente 90210, do canal The CW: no episódio "Blue Ivy", ela contracena rapidamente com a atriz Jessica Lowndes. A participação de Haley no show teve o intuito de promover seu álbum Listen Up!, em especial o single "Free", o qual ela canta no episódio.
Em 2014, Reinhart revelou que iria estrear como dubladora em uma série de animação adulta que estava sendo produzida por nomes como Vince Vaughn e Peter Billingsley para o serviço de streaming da Netflix. Na sitcom F Is for Family, ambientada na década de 1970 e recheada de humor ácido e politicamente incorreto, ela interpreta o garoto Bill Murphy, de onze anos, filho do protagonista Frank Murphy. Seu personagem é diretamente inspirado no criador da série, o comediante Bill Burr, que cresceu nos anos 1970 em um cenário similar. No início, Reinhart era creditada apenas após os episódios, mas ganhou seu nome na abertura a partir da segunda temporada. Em 2021, foi exibida a quinta e última temporada.
Em dezembro de 2020, Haley apareceu no longa Pequenos Grandes Heróis, dirigido por Robert Rodriguez, uma sequência autônoma de As Aventuras de Sharkboy e Lavagirl em 3-D, lançada pela Netflix. Ela interpetrou a personagem Sra. Vox, uma super-heroína com o poder de projetar a voz de modo ultrassônico, mãe da jovem heroína A Capella. Em 2022, participou do curta Americana como a personagem Sue.
Televisão
| Ano       | Título          | Personagem        | Notas                              |
| --------- | --------------- | ----------------- | ---------------------------------- |
| 2012      | 90210           | Ela mesma         | Episódio "Blue Ivy" (4ª temporada) |
| 2015–2021 | F Is for Family | Bill Murphy (voz) | Elenco principal                   |

Cinema
| Ano  | Título                  | Personagem | Notas       |
| ---- | ----------------------- | ---------- | ----------- |
| 2020 | Pequenos Grandes Heróis | Sra. Vox   | Coadjuvante |
| 2022 | Americana               | Sue        | Coadjuvante |